# Romain Elie

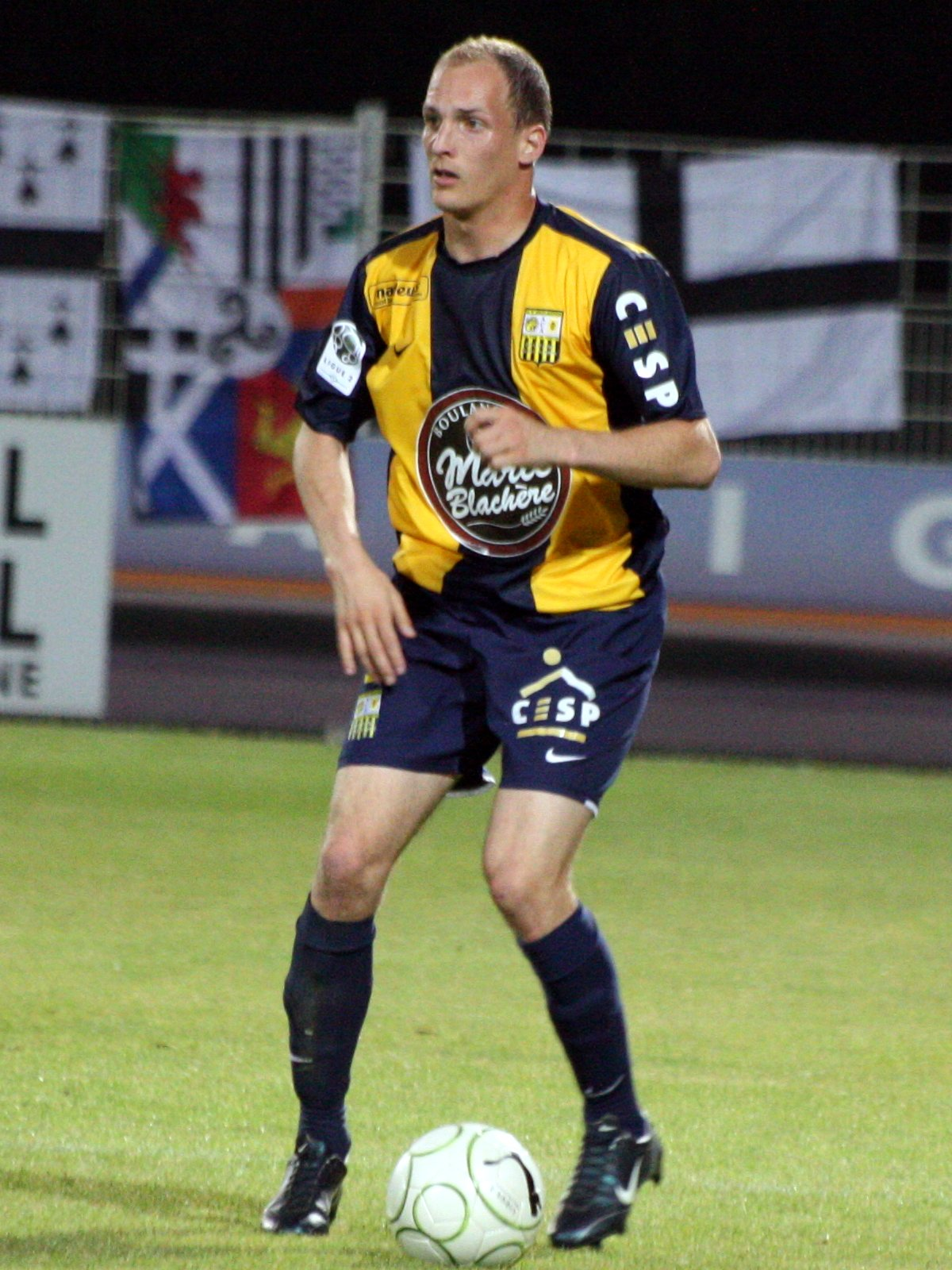

Romain Elie (Beauvais, 6 maart 1985) is een Franse voetballer die bij voorkeur als verdediger speelt. Hij verruilde in juli 2014 US Le Pontet voor Nîmes Olympique.

## Profcarrière
| seizoen | club                 | land      | competitie                    | wed. | goals |
| ------- | -------------------- | --------- | ----------------------------- | ---- | ----- |
| 2003-05 | FC Rouen             | Frankrijk | Championnat National          | 17   | 0     |
| 2005-06 | US Raonnaise         | Frankrijk | CFA 2                         | 33   | 1     |
| 2006-08 | US Boulogne          | Frankrijk | Ligue 2                       | 48   | 2     |
| 2008-09 | FC Gueugnon          | Frankrijk | Ligue 1                       | 34   | 1     |
| 2009-12 | Arles-Avignon        | Frankrijk | Ligue 1                       | 61   | 0     |
| 2010-11 | → Sporting Charleroi | België    | Jupiler Pro League            | 6    | 0     |
| 2012-13 | Levski Sofia         | Bulgarije | A PFG                         | 24   | 2     |
| 2013-14 | US Le Pontet         | Frankrijk | Championnat de France amateur | 10   | 0     |
| 2014-15 | Nîmes Olympique      | Frankrijk | Ligue 2                       | 11   | 0     |
|         |                      |           | Totaal                        | 244  | 6     |

Bijgewerkt: 3 april 2015